# گزارش جهانی معلولیت
گزارش جهانی معلولیت (WRD) اولین گزارشی میباشد که یک تصویر کلی از وضعیت افراد ناتوان یا دارای معلولیت و نیازها و مشکلاتی که آنها در جامعه با آن رو به رو میشوند ارائه میدهد.

## هدف
هدف از این گزارش حمایت از اجرای کنوانسیون حقوق افراد معلول (CRPD) است. این گزارش در سال 2011 توسط سازمان بهداشت جهانی (WHO) و بانک جهانی منتشر شده در این گزارش اطلاعات علمی مربوط به معلولیت و  ارتباط با زمینه های بهداشت عمومی، حقوق بشر و توسعه گردآوری شده است. مخاطبان مورد نظر سیاست گذاران، ارائه دهندگان خدمات، متخصصین، طرفداران و حامیان افراد معلول و خانواده هایشان هستند. این (WRD) با مشارکت افراد معلول و سازمان های مربوطه، و نیز سایر ذینفعان مرتبط، توسعه یافته است.

## توصیه های گزارش جهانی معلولیت
1. فراهم کردن دسترسی به تمام سیستم های اصلی و خدماتی برای افراد دارای معلولیت
2. سرمایه گذاری در برنامه ها و خدمات برای افراد دارای معلولیت
3. تصویب یک استراتژی و برنامه عملی برای معلولیت ملی
4. مشارکت دادن افراد دارای معلولیت در طرح های اجتماعی
5. افزایش ظرفیت منابع انسانی
6. سرمایه گذاری مناسب و افزایش تسهیلات
7. افزایش آگاهی عمومی و درک معلولیت
8. بهبود بخشیدن به کیفیت داده های مربوط به معلولیت و در دسترس بودن آن
9. تقویت و حمایت از پژوهش در زمینه معلولیت